# Unity Operating System
Unity Operating System (també conegut com a Unified Operating System o UOS, en xinès 统一操作系统) és una distribució de Linux xinesa desenvolupada per UnionTech (en xinès, 统信软件) basat en Deepin, que està basat en Debian. S'utilitza a la Xina com a part d'una iniciativa governamental que va començar el 2019 per substituir el programari fabricat a l'estranger com Microsoft Windows per productes nacionals.

## Desenvolupament
Actualment s'estan desenvolupant tres versions, una d'escriptori per a usuaris habituals (Deepin), una altra per a empreses (UOS) i una versió de servidor (UOS). Una primera versió beta es va llançar el desembre 2019 i es pot descarregar des del lloc web oficial. Una primera versió estable es va publicar el 14 de gener de 2020.

## Suport
El sistema operatiu està dirigit principalment al mercat xinès i està pensat per substituir Microsoft Windows al país per al 2022, també conegut com "política 3-5-2". Per tant, fins ara, l'atenció s'ha centrat principalment en el maquinari intern com el de l'empresa de semiconductors Zhaoxin. Tota la sèrie KX-6000 ja és compatible amb la versió d'escriptori, així com la sèrie KH-30000 per a la versió del servidor.
El 23 de juliol de 2022 es va informar que el sistema operatiu podria suportar el format de fitxer de l'aplicació HarmonyOS, hap.app.
Es preveu un ampli suport, de manera que també s'haurà de donar suport a plataformes com Loongson, Sunway o ARM.